# Тегерек
Тегерек (кирг. Тегерек) — село в Нарынском районе Нарынской области Кыргызстана. Входит в состав Эмгек-Талинского аильного округа.
Расположен в горах Северного Тянь-Шаня, недалеко от одноименного хребта.
Население в 2021 году составляло 129 человек.